# Tokizo Ichihashi
Tokizo Ichihashi, född 9 juni 1909, var en japansk fotbollsspelare.